# Richard Heinberg
Richard Heinberg, né le 21 octobre 1950, est un journaliste américain et conférencier au New College of California où il dispense un cours sur l'écologie et la collectivité durable ainsi que sur la déplétion énergétique et en particulier le concept de pic pétrolier.
Il est l'auteur de nombreux livres traitant principalement de la crise liée à la dépendance aux énergies fossiles des sociétés industrielles et à l'avenir de celles-ci après l'avènement du pic pétrolier.

### Ouvrages en anglais
- Memories and Visions of Paradise: Exploring the Universal Myth of a Lost Golden Age (1989)
- Celebrate the Solstice: Honoring the Earth’s Seasonal Rhythms through Festival and Ceremony (1993)
- A New Covenant with Nature: Notes on the End of Civilization and the Renewal of Culture (1996)  (ISBN 978-0835607469)
- Cloning the Buddha: The Moral Impact of Biotechnology (1999)
- The Party's Over: Oil, War, and the Fate of Industrial Societies (2003)
- Power Down: Options and Actions for a Post-Carbon World (en) (2004)  (ISBN 9780865715103)
- The Oil Depletion Protocol: A Plan to Avert Oil Wars, Terrorism and Economic Collapse (2006)  (ISBN 9780865715639)
- Peak Everything: Waking Up to the Century of Declines (2007)  (ISBN 9780865715981)
- Blackout: Coal, Climate, and the Last Energy Crisis (2009)  (ISBN 9780865716568)
- The Post Carbon Reader: Managing the 21st Century’s Sustainability Crises (2010)  (ISBN 978-0970950062)
- The End of Growth (2011)  (ISBN 978-0865716957)
- Snake Oil: How Fracking's False Promise of Plenty Imperils Our Future (2013)  (ISBN 978-0976751090)
- ‘’POWER : Limits and prospects for human survival’’ (2021)  (ISBN 978-0-86571-967-5)

### Ouvrages traduits en français
- Pétrole : la fête est finie ! : Avenir des sociétés industrielles après le pic pétrolier [« The Party's Over: Oil, War, and the Fate of Industrial Societies »]  (trad. de l'anglais), Paris, Éditions Demi-Lune, 2008, 384 p. (ISBN 978-2-917112-05-2), préfacé par Colin Campbell, fondateur de l'ASPO.
- La Fin de la croissance : s’adapter à notre nouvelle réalité économique [« The End of Growth : Adapting to Our New Economic reality »]  (trad. de l'anglais), Plogastel-Saint-Germain, Éditions Demi-Lune, 2012, 416 p. (ISBN 978-2-917112-20-5), préface de Paul Ariès.